# 1894 na ciência

## Eventos
- William Ramsay[1] isola o elemento químico Argônio[2]

## Nascimentos
| Data           | Nome                     | Profissão                                     | Nacionalidade                              | Observações | Ref               |
| -------------- | ------------------------ | --------------------------------------------- | ------------------------------------------ | --- | ----------------- |
| 5 de março     | Artur de Magalhães Basto | professor e historiador                       | Reino Unido de Portugal, Brasil e Algarves | m. 1960 |                   |
| 26 de abril    | Arthur Elijah Trueman    | geólogo                                       | Reino Unido da Grã-Bretanha e Irlanda      | m. 1956 Medalha Bigsby 1939 Medalha Wollaston 1955                                                                                           | [ 3 ] [ 4 ]       |
| 14 de maio     | Cecil Edgar Tilley       | geólogo, petrólogo e mineralogista            | Império Britânico (Austrália)              | m. 1973 Medalha Bigsby 1937 Medalha Wollaston 1960 Medalha Real 1967                                                                         | [ 3 ] [ 4 ] [ 5 ] |
| 22 de maio     | Friedrich Pollock        | sociólogo e economista                        | Império Alemão                             | m. 1970 |                   |
| 17 de junho    | Georges Lemaître         | padre católico, astrónomo, cosmólogo e físico | Bélgica                                    | m. 1966 Prêmio Francqui 1934 Prêmio Jules Janssen 1936 Medalha Eddington 1953                                                                |                   |
| 19 de novembro | Heinz Hopf               | matemático                                    | Império Alemão                             | m. 1971 Medalha Lobachevsky 1969 | [ 6 ]             |
| 8 de dezembro  | Alfred Sherwood Romer    | paleontólogo                                  | Estados Unidos                             | m. 1973 Medalha Mary Clark Thompson 1954 Medalha Daniel Giraud Elliot 1956 Medalha Penrose 1962 Medalha Linneana 1972 Medalha Wollaston 1973 | [ 7 ] [ 8 ] [ 4 ] |

## Mortes
| Data         | Nome           | Profissão | Nacionalidade          | Observações | Ref |
| ------------ | -------------- | --------- | ---------------------- | ----------- | --- |
| 1 de janeiro | Heinrich Hertz | físico    | Confederação Germânica | n. 1857     |     |

## Prémios
Medalha Copley
- Edward Frankland[9]